# Achim Walcher
Achim Walcher är en österrikisk före detta längdskidåkare, född den 1 december, 1967 i  Steiermark, Österrike. I samband med OS 2002 i Salt Lake City testades Walcher positivt för blodtransfusion. Under spelen deltog han i herrarnas 30 km och dubbeljakt. Tidigare har han tävlat i OS 1998 i Nagano, där blev han som bäst elva i dubbeljakten och nia i stafetten.